# ファントム・ディテクティブ

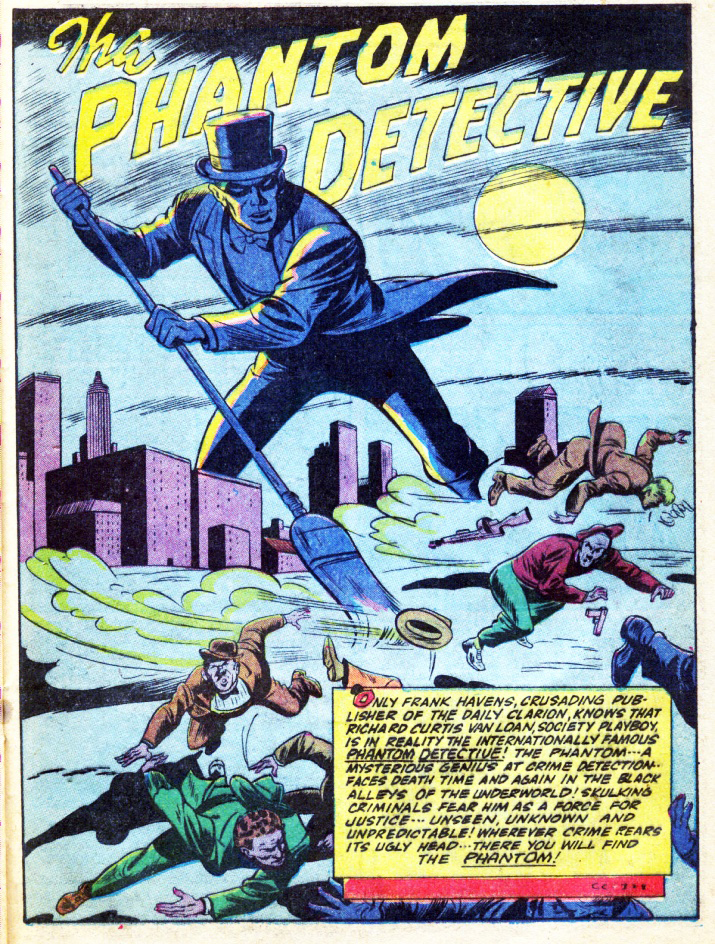
ファントム・ディテクティブ

ファントム・ディテクティブ (The Phantom Detective)は、ネッド・パインズ・スリリング・パブリッシング社(Ned Pines' Thrilling Publishing)から出版されたパルプ・マガジンのタイトル。
シャドー (The Shadow) の次に発表された史上二番目のパルプ・ヒーローであるファントムが活躍する。

## 書誌情報
「ファントム・ディテクティブ」誌の第1号は、「ドック・サヴェジ(Doc Savage)」誌が刊行される一ヶ月前、1933年2月に刊行され、1953年の170号まで続いた。これはキャラクター物のパルプ・マガジンの発行号数としては、「シャドー」誌の325号、「ドック・サヴェジ」誌の181号に次ぐ第3位の記録である（西部劇もののパルプ・マガジン「テキサス・レンジャーズ(Texas Rangers)」誌は、ローン・ウルフ(the Lone Wolf)として知られるキャラクターをメインとしたもので212号続いたが、単独のキャラクター誌ではない）。
最初の11号まではG・ウェイマン・ジョーンズ(G. Wayman Jones)のハウスネーム（複数の作者が共通して使用するペンネーム）で書かれており、これはおそらくD・L・チャンピオン(D. L. Champion)の筆によるものと思われる。
それ以降はロバート・ウォーレス(Robert Wallace)の名前が用いられた。このハウスネームは、エドウィン・バークヒルダー(Edwin Burkhilder)、ノーマン・ダニエルズ(Norman Daniels、36号以降に参加)、ジャック・ダーシー(Jack D' Arcy)、アナトール・F・フェルドマン(Anatole F. Feldman)、チャールズ・グリーン(Charles Green)、W・T・バラード(W.T. Ballard)、ローレンス・ドノヴァン(Laurence Donovan)、ラルフ・オッペンハイム(Ralph Oppenheim)らによって用いられたものであるが、誰がどの号を執筆したのかについてはほとんどわかっていない。
ただし、リアソン・ジョンソン(Ryerson Johnson)が第46号「静かなる死(The Silent Death)」を執筆したとされている。
再版されたものも複数あり、もっとも多い20タイトルがソフトポルノの出版元であるコーニッシュ・ブックス社(Corinth Books)から刊行されている。

## キャラクター
「ファントム(The Phantom)」の正体は若き大富豪、リチャード・カーティス・フォン・ローン(Richard Curtis Van Loan)である。
リチャードは幼い頃に孤児となり、それと同時に莫大な財産を相続した。第一次世界大戦以前の彼は単なる有閑プレイボーイに過ぎなかったが、戦争が始まると彼は多くのドイツ軍機を撃ち落した名パイロットとして知られるようになり、戦争が終わったあとは戦前のような自堕落な生活に戻ることはできなくなっていた。
亡き父親の友人であり、クラリオン新聞社(Clarion newspaper)の社主でもあるフランク・ヘブンズ(Frank Havens)はそんな彼に、警察が解決できなかった難事件を解決してみることを提案した。首尾よく難事件を解決したリチャードはこれが彼の天職であると定め、冒険と危険に満ちた人生を歩むことを決めたのである（初期のストーリーでは、探偵というよりも、変装術と幸運に助けられた脱出劇をメインとした冒険家という側面が強かった）。
彼は自らに探偵術と法医学について全面的な訓練を行い、さらに変装と脱出の達人になった。彼はファントムを名乗り、やがてその名は世界中の全ての警察機関に知られ、尊敬を集めるようになった。
こういったオリジンストーリーのほとんどは、G・ウェイマン・ジョーンズのハウスネームを用いたD・L・チャンピオンによって書かれたものである。
最初の数号において、ファントムの正体を知るのは、フランク・ヘブンズだけであった。ある号では、ヘブンズが住むクラリオン社ビルの屋上に、ファントムの出動を要請する赤いビーコンが設置されたこともある。
リチャードの人生を彩る他の人物には、フランクの娘ミュリエル(Muriel Havens)がいる。リチャードは彼女を深く愛しているが、彼の危険な人生に巻き込むことは出来ないと考え、自ら距離をとっている。

## その他
「ファントム・ディテクティブ」誌と本作に登場するキャラクター「ファントム」は、映画化もされたリー・フォーク(Lee Falk)による著名なコミック・ストリップ「ザ・ファントム(The Phantom)」とその主人公（黒いドミノマスクと紫色の全身タイツ、髑髏の指輪がトレードマーク）とは異なるものであり、混同してはならない。